# Bitwa pod Zagajem

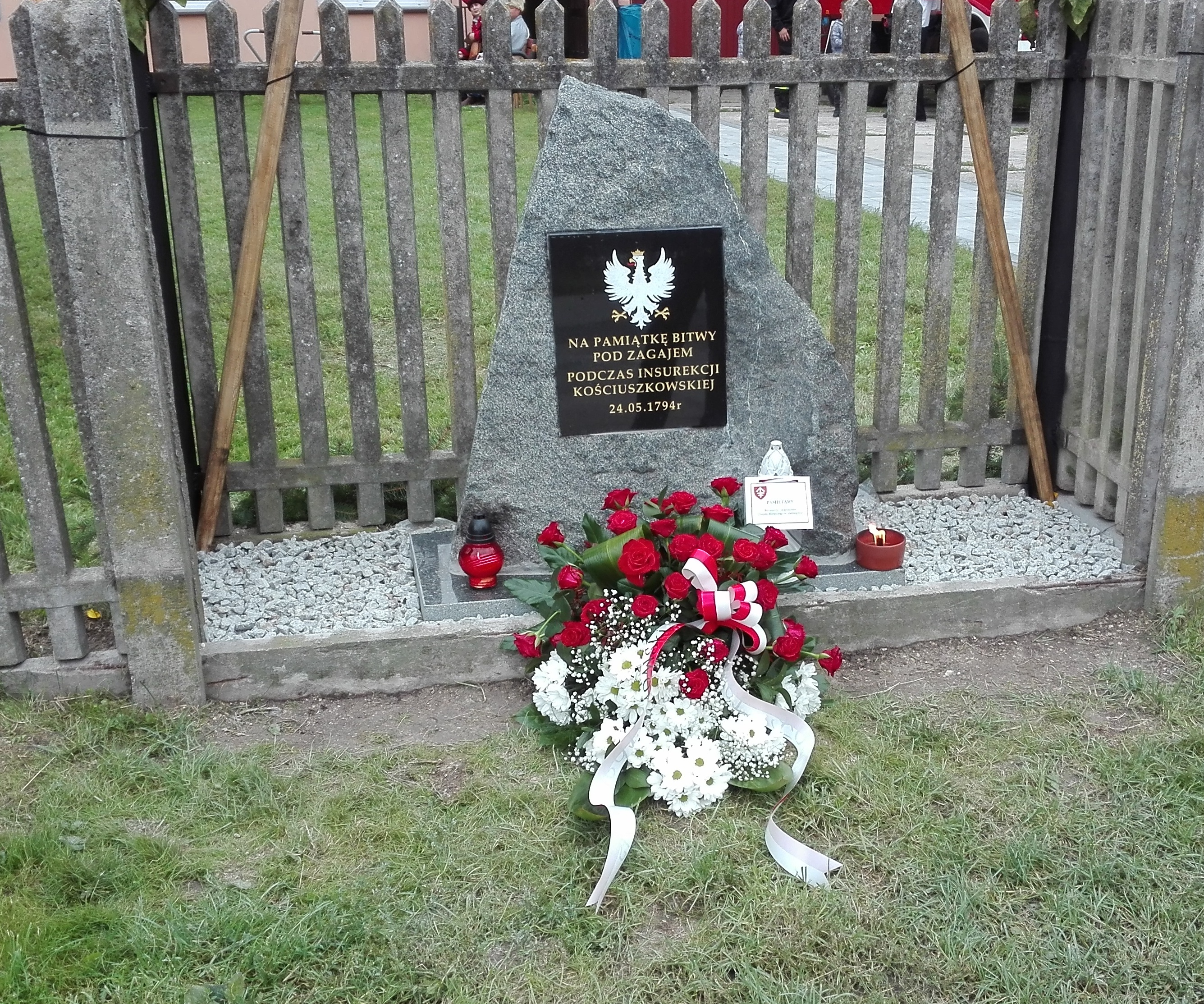
Obelisk upamiętniający potyczkę Kościuszkowców z Rosjanami pod Zagajem

Bitwa pod Zagajem – jedna z bitew insurekcji kościuszkowskiej, stoczona niedaleko wsi Zagaje.
19 maja 1794 Tadeusz Kościuszko wyruszył z Połańca w pościg za wojskami rosyjskimi gen. Fiodora Denisowa. Po bezskutecznej pogoni za nieprzyjacielem Kościuszko rozbił obóz pod Sieczkowem. Tu nastąpiło połączenie jego sił z dywizją Grochowskiego, liczącą 6500 doświadczonych żołnierzy. Denisow otrzymawszy rozkaz Igelstróma, aby się połączył z korpusem pruskim gen. lejtn. Franciszka Favarata, parł niestrudzenie na zachód i zatrzymał się dopiero w rejonie Szczekocin.
21 maja Kościuszko przesunął swoje wojska do Borkowa, dywizja Grochowskiego była w Gortatowicach. I Wielkopolska BKN z gen. Antonim Madalińskim na czele zatrzymała się w Sędziejowicach. Brakowało informacji o ruchach wojsk rosyjskich. Kościuszko wysłał więc przed siebie dla rozpoznania II Małopolską Brygadę Kawalerii Narodowej.
Kawaleria ta przemieszczając się przez Pińczów, Niegosławice i Konary w pogoni za nieprzyjacielem dopiero na południe od Jędrzejowa w Zagaju 24 maja napotkała na tylną straż kozaków Denisowa, doszło do starcia między siłami polskimi (około 120 kawalerzystów) i rosyjskimi, siły nieprzyjaciela zostały odepchnięte. Po potyczce wezwano ze wsi kilku chłopów, aby pochowali zabitych. Ciała poległych Polaków i Kozaków załadowano na wozy i przewieziono w okolice drogi Zagaje – Łysaków i pochowano ich we wspólnej mogile. Według wspomnień mieszkańców Zagaja jeszcze w latach 30 XX w. stał w tym miejscu krzyż. Mogiła została całkowicie zniszczona po II wojnie światowej, kiedy nastąpił podział gruntów należących do zagajskiego folwarku po reformie rolnej. Krzyż ponownie został postawiony w miejscu mogiły w 2015 roku.
Dzięki zwycięskiej potyczce pod Zagajem upewniony, iż okolica jest oczyszczona, Kościuszko 25 maja przesunął swą dywizję na silną pozycję nad Mierzawą, zakładając obóz w Konarach i Przyłęku, po czym w następnych dniach skierował się przez Przyłęk na Jędrzejów. Do kolejnej potyczki na terenie Zagaja doszło 25 maja, kiedy to ponownie starły się siły kozackie z kawalerią polską idącą znad Mierzawy na Jędrzejów. 29 maja w pogoni za Rosjanami wojska polskie posunęły się z Jędrzejowa do Krzcięcic i obozowały tu przez cztery dni.